# جانورانگاری فلسطینیان نزد اسرائیلیان
این مقاله به بررسی اصطلاحاتی می‌پردازد که در روایات اسرائیلی وجود دارد که فلسطینی‌ها  را به‌عنوان اعضای انواع مختلف گونه‌های غیرانسانی طبقه‌بندی می‌کند، برخلاف اصطلاحات تحقیرآمیز رایج مانند «سیاه‌پوستان» یا "وحشی ها"، که به سادگی نشان دهنده حقارت نژادی است. انسانیت زدایی متقابل در میان مردم اشغالگر و اشغال شده در مناقشه اسرائیل و فلسطین امری عادی است. در میان فلسطینی‌ها، یهودیان به عنوان خوک، سگ، و خون‌آشام یاد شده‌اند، در حالی که در گفتمان اسرائیل، اشاره به فلسطینی‌ها به عنوان جانور و منفور نیز تأیید شده است. لیبرمن گفت: «رهبری حماس مشتی آدمخوار هستند که با فرزندان خود به عنوان سلاح رفتار می‌کنند. آنها تسلیحات موشکی دارند، سلاح‌های شخصی دارند، و نوع دیگری از سلاح: زنان و کودکان». گاهی اوقات، چنین غیرانسانی سازی، تحقیر و سرکوب سیستماتیک سایر مردم، که مشخصه اکثر درگیری‌ها است، می‌تواند مقدمه ای برای نسل‌کشی باشد. 
استعاره ای مکرر، که به بیانیه نخست‌وزیر سابق ایهود باراک در سال ۱۹۹۶ برمی گردد که اسرائیل را «پیشگام فرهنگ در برابر بربریت» به عنوان یک «دهکده در جنگل» در حال شکوفایی نشان می‌داد، به این معناست که کسانی که خارج از محوطه دهکده هستند حیوانات وحشی اند. گیلعاد شارون، پسر آریل شارون اظهار داشت که هدف از عملیات ستون دفاعی در نوامبر ۲۰۱۲ «فریادی شبیه تارزان بود که به کل جنگل اجازه می‌دهد بدون هیچ شرایط نامشخصی بدانند که چه کسی برنده شد و چه کسی شکست خورد». به گفته نیو گوردون، که در مورد اظهاراتی که در طول جنگ اخیر اسرائیل و حماس بیان شده است، درگیری‌های نظامی اسرائیل با فلسطینی‌ها اغلب در قالب درگیری بین سربازان متمدن اسرائیلی است که در اخلاقی‌ترین ارتش روی زمین خدمت می‌کنند؛ و دشمنان آنها، فلسطینی‌ها، که به عنوان «حیوانات انسان‌نما» تلقی می‌شوند که قادر به درک قوانین جنگ نیستند.
با کمک تشبیهات، جنگ‌های اسرائیل غالباً به نبرد با یک موجود متخاصم تشبیه شده است. چنین مقایسه‌هایی در طول درگیری اسرائیل با اهالی غزه که به شکل‌های مختلف به‌عنوان «مورچه‌ها»، «ماهی» یا «اردک‌های نشسته» معرفی شده‌اند، مکرراً مورد استفاده قرار گرفته است. سربازانی که در مورد عملیات نظامی که در نوار غزه انجام داده‌اند صحبت کرده‌اند، آنها را با سوزاندن مورچه‌ها با ذره بین یا شلیک اسلحه به یک بشکه پر از ماهی مقایسه کرده‌اند.

خود غزه را «لانه زنبور سرخ» یا «لانه زنبور بی‌عسل» می‌نامند (نوشتار موشه دایان) همانند آنچه عین الحلوه، اردوگاه آوارگان فلسطینی در لبنان نامیدند.